# Ungenach
Ungenach ist eine Gemeinde in Oberösterreich im Bezirk Vöcklabruck  im Hausruckviertel mit 1484 Einwohnern (Stand 1. Jänner 2024). Der zuständige Gerichtsbezirk ist Vöcklabruck.

## Geografie
Ungenach liegt auf 486 m Höhe im Hausruckviertel. Die Ausdehnung beträgt von Nord nach Süd 5,8 km, von West nach Ost 5,2 km. Die Gesamtfläche beträgt 14,3 km². 13,3 % der Fläche sind bewaldet, 78,3 % der Fläche sind landwirtschaftlich genutzt.

### Gemeindegliederung
Das Gemeindegebiet umfasst folgende Ortschaften (in Klammern Einwohnerzahl Stand 1. Jänner 2024):
- Ainwalding (59)
- Billichsedt (85)
- Brunau (28)
- Brunngstaudet (25)
- Dornet (132)
- Engelsheim (52)
- Fuchsberg (13)
- Grillmoos (27)
- Haag (15)
- Hocheck (10)
- Hochmoos (45)
- Jocheredt (50)
- Kellner (59)
- Kirchholz (49)
- Kochberg (106)
- Kronberg (8)
- Mittereinwald (30)
- Mitterschlag (58)
- Mösl (25)
- Natternberg (78)
- Obereinwald (59)
- Oberleim (94)
- Pohn (64)
- Pohnedt (32)
- Rametsberg (16)
- Reichering (17)
- Ungenach (180)
- Unterleim (10)
- Vorderschlag (13)
- Zahnhof (14)
- Zehentpoint (31)

### Nachbargemeinden
- Pilsbach
- Vöcklabruck
- Timelkam
- Puchkirchen
- Zell am Pettenfirst
- Ottnang am Hausruck
- Manning

## Geschichte
Entscheidend wurde für das Ungenacher Gebiet – wie für die ganze Gegend – die Besiedelung durch den germanischen Stamm der Bajuwaren im 7. und 8. Jahrhundert. Mehrere Ortschaften, vor allem die auf „-ing“ enden, wie Reichering, Heizing usw. gehen auf diese erste Besiedelungswelle zurück; der Name Ainwalding eher nicht, diese Ortschaftsbezeichnung dürfte von einem Eigennamen abgeleitet sein.
Im Jahr 748 wird im Mondseer Traditionsbuch ein ‚Abraham‘ erwähnt. Dieser könnte identisch sein mit dem Hausnamen „Abraham“ in der Ortschaft Zehentpoint; dieses ehemalige Bauernanwesen liegt auf einem sehr markanten Punkt und reicht in der Besiedelung sicher sehr weit zurück. Es ist die Zeit, als die Klöster Mondsee (748) und Kremsmünster (777) gegründet wurden.
Schon aus dem Frühmittelalter (9./10. Jahrhundert) sind Hafnereien in der Ortschaft Oberleim – beim ‚Schiefer‘ – und in Ungenach – beim ‚Hafner‘ bezeugt.
Bereits im Jahr 1160 wird der Name Ungenach als Sitz von Salzburger Ministerialen erstmals urkundlich erwähnt. Vermutlich handelt es sich dabei um den Edelsitz Ungenach, heute das Haus Ungenach 13 („Wirt in Ungenach“ im Eigentum der Fam. Möslinger), das mit den Herrn von Ainwalding nichts zu tun hatte.
Seit 1490 wird er dem Fürstentum 'Österreich ob der Enns' zugerechnet. Während der Napoleonischen Kriege war der Ort mehrfach besetzt. Seit 1918 gehört der Ort zum Bundesland Oberösterreich.
Die Urpfarre für Ungenach war die Pfarre Atzbach. Im Jahre 1600 wurde in Ungenach ein eigenes Vikariat errichtet, das aber von Atzbach in Abhängigkeit stand. 1619 wird in Ungenach ein eigener Pfarrhof erbaut, der oberhalb vom heutigen Wirt stand und 1878 eingestürzt ist. Der Pfarrhof wurde damals am heutigen Standort neu gebaut.

## Kultur und Sehenswürdigkeiten

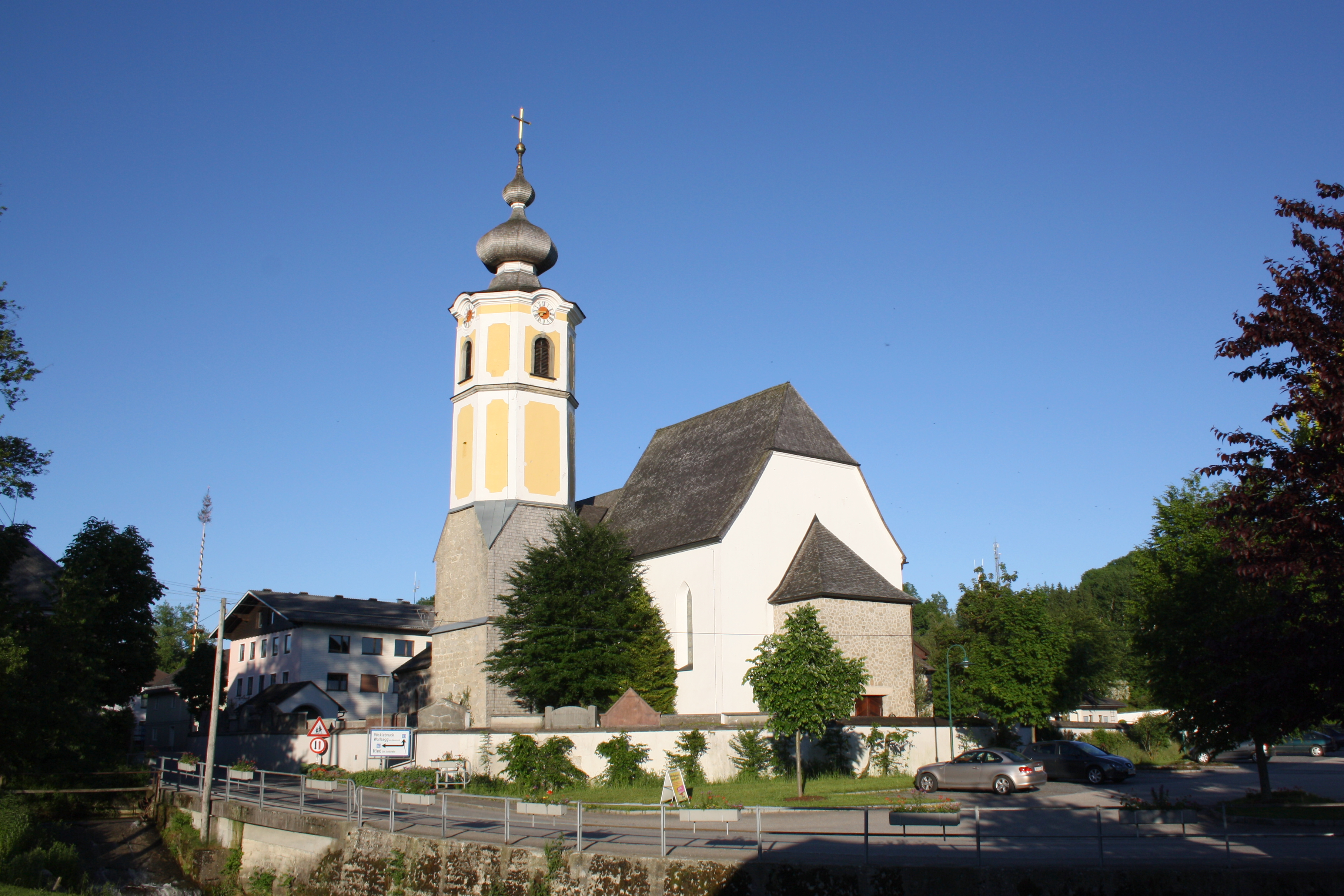
Pfarrkirche Ungenach

- Katholische Pfarrkirche Ungenach hl. Lorenz
- Der Musikverein Ungenach zählt ca. 80 Musiker und ist für seine Marschshows bekannt. Außerdem sind sie seit 2005 die stolzen Besitzer des Zemannpreises, einer sehr hohen Auszeichnung für Blasorchester.

## Wirtschaft und Infrastruktur
Von den rund 1400 Hektar Gesamtfläche werden 1000 Hektar von 56 Betrieben landwirtschaftlich genutzt. Im Jahr 2010 waren davon 28 Haupterwerbsbauern. Im Produktionssektor arbeiteten 51 Erwerbstätige. Einer der größten Betriebe ist die 2005 errichtete Unimet Metallverarbeitung. Der Dienstleistungssektor beschäftigte 110 Mitarbeiter, vor allem in den Bereichen soziale und öffentliche Dienste (49) und Handel (26).
Im Jahr 2011 lebten 706 Erwerbstätige in Ungenach. Davon arbeiteten 134 in der Gemeinde, 572 pendelten aus. 74 Menschen aus der Umgebung kamen zur Arbeit nach Ungenach.

### Verkehr
- Eisenbahn: Der nächste Bahnhof Vöcklabruck an der Westbahn kann in weniger als 20 Minuten mit dem Bus erreicht werden.[6]
- Straße: Die wichtigste Straßenverbindung ist die Hausruck Straße B143.

## Politik
Der Gemeinderat hat 19 Mitglieder.
- Mit den Gemeinderats- und Bürgermeisterwahlen in Oberösterreich 2003 hatte der Gemeinderat folgende Verteilung: 14 ÖVP, 3 SPÖ und 2 FPÖ.
- Mit den Gemeinderats- und Bürgermeisterwahlen in Oberösterreich 2009 hatte der Gemeinderat folgende Verteilung: 14 ÖVP, 3 FPÖ und 2 SPÖ.
- Mit den Gemeinderats- und Bürgermeisterwahlen in Oberösterreich 2015 hatte der Gemeinderat folgende Verteilung: 11 ÖVP, 5 FPÖ, 2 GRÜNE und 1 SPÖ.
- Mit den Gemeinderats- und Bürgermeisterwahlen in Oberösterreich 2021 hat der Gemeinderat folgende Verteilung: 11 ÖVP, 3 GRÜNE, 3 FPÖ und 2 SPÖ.[7]

### Bürgermeister
- 1945 bis 1949 Adolf Reumair[8]
- 1949 bis 1963 Rupert Duftschmied
- 1963 bis 1973 Franz Stockinger
- 1973 bis 1991 Hofrat Mag. Josef Pernsteiner
- 1991 bis 2003 Friedrich Ecker
- seit 2003 Johann Hippmair (ÖVP)

### Wappen
Blasonierung: In Grün eine silberne, schräglinke Wellenleiste; oben eine goldene Sonne mit Flammenstrahlen, unten eine goldene Unke. Die Gemeindefarben sind Grün-Weiß-Grün.
Das 1980 verliehene Wappen symbolisiert mit Unke und Wellenleiste als redendes Wappen den Ortsnamen, der von mhd. ŭnc (Unke, Natter, Schlange) und ahe (fließendes Wasser, Ache) abgeleitet wird. Die grüne Farbe und die Sonne verweisen auf den landwirtschaftlichen Charakter der Gemeinde.

### Gemeindepartnerschaften
- seit ? Bischofsmais im Bayerischen Wald (D)

## Persönlichkeiten

### Ehrenbürger der Gemeinde
- 1979 Othmar Panhofer (1919–2020), Gemeindearzt von Ungenach[10][11]

### Söhne und Töchter der Gemeinde
- Josef Ecker-Stadlmayr (1898–1972), Politiker (CSP, ÖVP)
- Wilfried Nöbauer (1928–1988), Mathematiker

### Personen mit Bezug zur Gemeinde
- Doris Hindinger (* 1972), Schauspielerin
- Dominik Maringer (* 1978), Schauspieler
- Michaela Schausberger (* 1984), Schauspielerin